# Tracia de Nord
Tracia de Nord, ori Tracia Nordică, (în limba bulgară: Северна Тракия, Severna Trakia) (numită astfel pentru a o deosebi de Tracia Apuseană și Tracia Răsăriteană) constituie partea nordică a regiunii istorice a Traciei. Ea se află în Bulgaria sudică. Acoperă regiunea la sud de Munții Balcani și la est de râul Mesta până la granița sudică a Bulgariei și malul Mării Negre. 
Regiunea cuprinde lanțul muntos Sredna Gora, Câmpia Traciei Superioare și cea mai mare parte a Munților Rodopi. Clima cuprinde subtipurile continental, continental temperat  și montan. În această regiune a fost înregistrată temperatura record din Bulgaria: 45, 2 °C (Sadovo , 1916).
Râul Marița este cel mai important curs de apă din regiune. 
Cele mai importante orașe sunt Plovdiv, Burgas, Stara Zagora, Pazargik, Asenovgrad, Haskovo, Smolian, Kărgeali, Iambol și Sliven. 
În 1878 Imperiul Otoman a creat provincia autonomă Rumelia Răsăriteană în Tracia de Nord. Regiunea a fost anexată de Regatul Bulgariei în 1885. 